# 로직 프로
로직 프로(영어: Logic Pro)는 애플에서 인수&합병하여 배포한 음향 전문 소프트웨어 제품이다. 현재 한국 뿐만 아니라, 전 세계적으로 많은 프로듀서들이 로직 프로를 선택하여 작곡하고 있다.

## 제품 구성
- 로직 프로 X
- Audio Contents(약 15,000 가지의 루프를 포함하고 있다.)
- Jam Pack(플러그인과 이펙트, 가상 악기 등을 포함하고 있다.)
- Demo Contents(Lily Allen 등과 같은 유명 가수들의 프로젝트 샘플을 포함하고 있다.)

## 활용
Logic Pro는 음악을 만들기 위한 많은 기능을 제공하여 한국 안팎의 많은 가수, 프로듀서들에게 많이 활용되고 있다. Lily Allen의 프로듀서인 Greg Kurstin, Sprung의 프로듀서인 T-Pain, 슬럼독 밀리어네어 영화에 사용된 음악을 작곡하였던 A.R. Rahman 등이 있으며, The Killers 가수 그룹은 'Day & Age'를 스튜디오에서의 녹음이 아닌, Logic Pro에서 작곡을 하였다. 한국에도 많은 가수들과 프로듀서들이 Logic Pro를 이용하여 작곡하며, 실제 방송에서 Logic Pro와 Main Stage를 함께 이용하여 공연을 하였다.

## 시장의 활성화
원래 로직 프로는 일부 가수나 프로듀서들에게만 알려졌던, 타 음향 전문 소프트웨어보다 시장이 활성화되지 않았었다. 하지만 슬럼독 밀리어네어가 음악상을 받게 되면서부터 유명 프로듀서들 사이에서 Logic Pro가 큰 인기를 얻게 되었다.추후 애플이 로직 프로를 9.0 버전으로 판올림을 하였는데, 더욱 많아진 플러그인과 이펙트, 루프들이 포함하게 되면서 음향 전문 소프트웨어 시장에서 빠르게 활성화가 될 수 있는 계기가 되었고, 이렇게 되면서 대한민국에도 Logic Pro가 사용되게 되었다.

## 64비트의 지원에 대한 논란
처음에 로직 프로가 9.0 버전으로 판올림 하기 전에, 64비트를 지원할 것인지에 대한 논란이 있었는데, 9.0 버전이 출시되었을 때 32비트(x86)만을 지원하였으며, 고성능을 요구하는 프로듀서들에게 실망을 안겼었다. 그러나 로직 프로가 9.1.3 버전부터 32비트(x86)와 64비트(x64)를 모두 지원하게 되었다. 하지만 실제로 9.1.3 버전을 패치하여도 32비트(x86)로 작동하였는데, 사실 이는 64비트(x64)를 지원하지 않는 구형 Mac을 이용하는 사용자를 위해 32비트(x86)로 실행이 되도록 하였다. 64비트(x64) 모드로 실행하기 위해서는 '응용 프로그램' - 'Logic Pro'(주의 : 9.0.0 응용 프로그램은 구 버전으로 설정되어 실행되지 않는다.) - '정보 입수' - '32비트 모드에서 열기 체크란 해제' 순으로 해야 한다. (참고로, 64비트(x64)를 지원하지 않는 구형 Mac에서 64비트(x64)로 실행할 경우, 커널 패닉이 발생할 수 있다.)

## 같이 보기
- 메인스테이지
- 개러지밴드
- 코어 오디오
- 오디오 유닛
- 로직 스튜디오